# Газневідська імперія
Газневідська держава (перс. غزنویان ġaznaviyān) держава з центром в афганському місті Газні, утворена тюркським полководцем Альп Тегіном в 977 році в результаті відділення від держави Саманідів. У 1186 році держава була поглинута Гурідським султанатом.
Син Сабук-Тегіна, Махмуд Газневі, проголосив незалежність від імперії Саманідів і розширив імперію Газневидів до Амудар'ї, річки Інд та Індійського океану на сході та до Рею та Хамадану на заході. Під час правління Масуда I династія Газневидів почала втрачати контроль над своїми західними територіями на користь сельджуків після битви при Данданакані, що призвело до обмеження її володінь сучасними Афганістаном, Пакистаном (Пенджаб і Белуджистан). 1151 року Султан Бахрам-Шах поступився Газні Гуридському правителю Ала ад-Діну Хусейну.

## Період розквіту

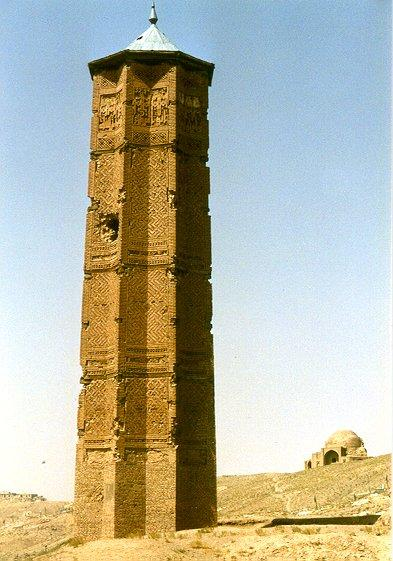
Мінарет у Газні

Опорою влади Газневидів була гвардія гулямів, а також загони газіїв, які здійснювали загарбницькі рейди на гяурів. Найбільшої могутності Газневідська держава досягла при Себук-Тегіні (977–997) і Махмуді Газневі (998–1030). За правління Махмуда (997—1030) Газневіди поселили біля Фарани в Хорасані 4000 туркменських сімей. До 1027 року через набіг туркменів на сусідні поселення правитель туса Абу Л'Аларіт Арслан Джадхіб очолив військові дії проти них. Туркмени були розбиті та розпорошені по сусідніх землях. Хоча ще в 1033 році Газневідський намісник Таш Фарраш стратив п'ятдесят туркменських вождів за набіги на Хорасан. Під час правління Себук-Тегіна до складу Газневідської держави увійшла майже вся територія сучасного Афганістану та Пенджабу. Син Себук-Тегіна, Махмуд Газневі приєднав залишок Саманідських земель. В результаті 17 походів на Північну Індію, йому вдалося підпорядкувати Мултан кілька інших державних утворень у цій області.
Таким чином, у період найбільшого розквіту до складу держави до 1030 року були включені територія сучасного Афганістану, ряд областей Ірану, частина Мавераннахра і Хорезму, північні та північно-західні провінції Індії. Держава отримала можливість контролю торгових шляхів між Китаєм та східним Середземномор'ям.

## Період занепаду

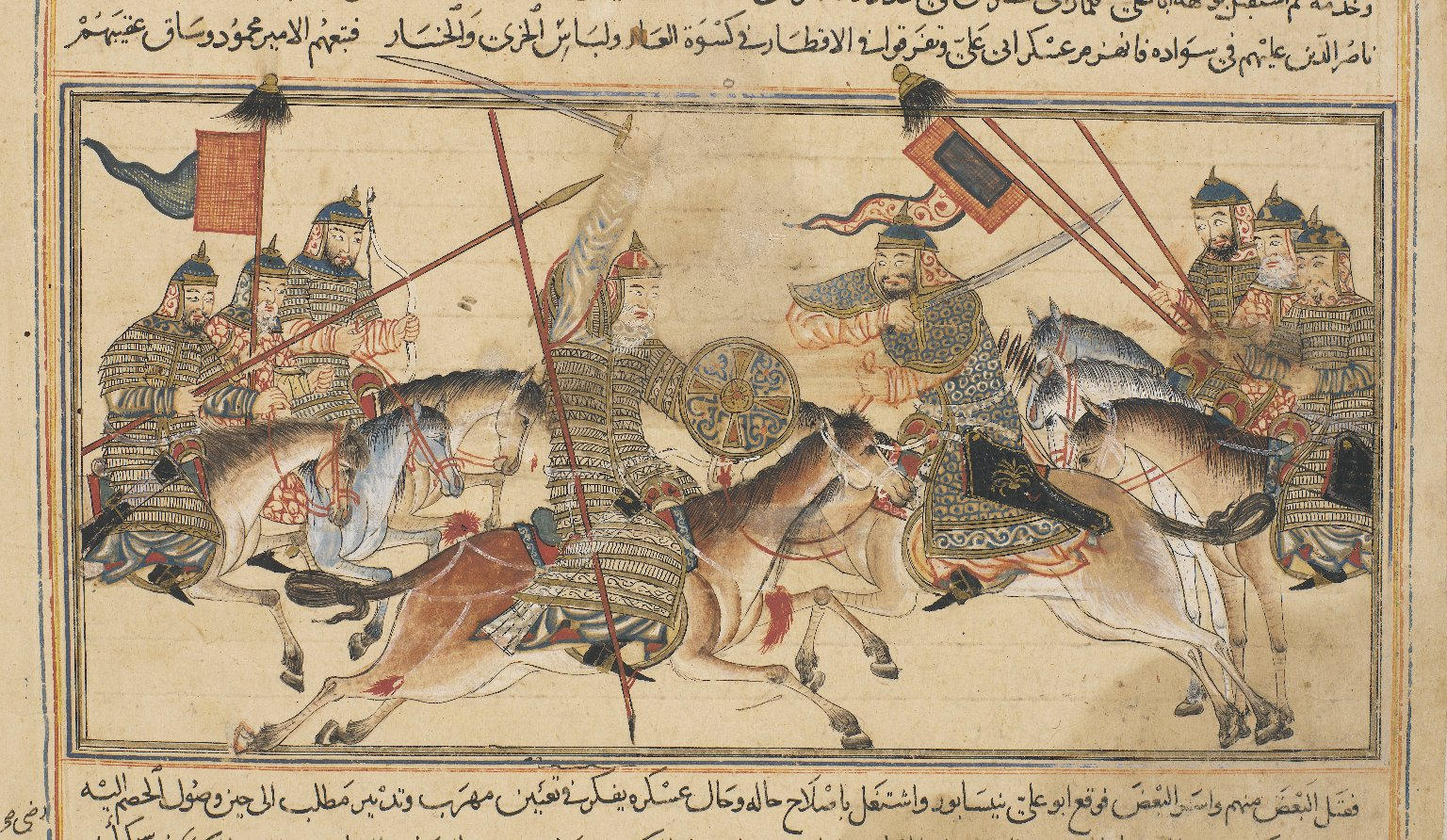
Битва між Махмудом Газневі та Абу Алі Сімджурі

Проте завойовницькі походи зрештою сприяли ослабленню могутності держави. Вони супроводжувалися розоренням цілих областей, руйнуванням зрошувальних систем, пограбуванням населення та виведенням у полон десятків тисяч рабів. Після смерті Махмуда Газневі, держава Газневидів почала хилитися до занепаду. При Масуді I був втрачений Хорезм. Караханідські правителі Мавераннахра відторгли землі у верхів'ях Амудар'ї. Після битви при Данданакані (1040) із сельджукідами до складу держави входила лише частина території Афганістану та Пенджабу.
1058 року син Масуда Ібрагім, великий каліграф, що написав Коран своїм власним пером, став правителем. Ібрагім відновив усічену імперію на більш міцній основі, уклавши мирну угоду з сельджуками та відновивши культурні та політичні зв'язки. При Ібрагімі та його наступниках імперія насолоджувалась періодом стійкого спокою. Позбавлена своїх західних земель, вона все більше підтримувалася багатствами, накопиченими в результаті набігів через Північну Індію, де вона зіткнулася з жорстким опором індійських правителів, таких як Парамара Малва і Гахадвала Каннаудж.

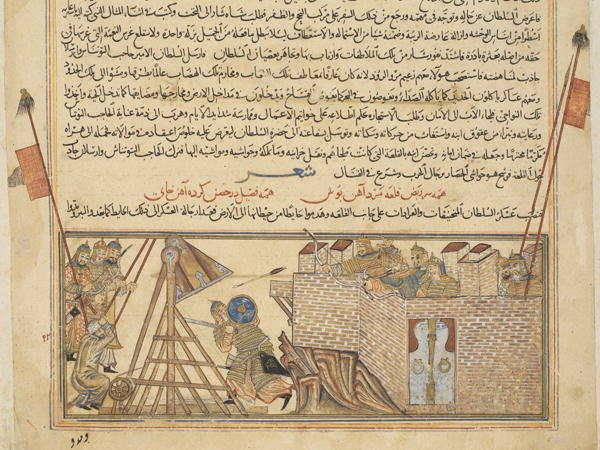
Вторгнення Газневидів до Гархістану

Останній удар був завданий Гурідамі, які наприкінці 1170-х років витіснили Газневидів до Північної Індії. Столицею Газневідської держави став Лахор (територія сучасного Пакистану). Султан Бахрам-Шах був останнім правителем Газневидів, який правив у Газні, першою та головною столицею Газневидів, протягом тридцяти п'яти років. У 1148 році він зазнав поразки в Газні від Сайф ад-Діна Сурі, але наступного року знову захопив столицю. Ала ад-Дін Хусейн Джахансуз, правитель Гурідов, завоював місто в 1151 році, щоб помститися за смерть свого брата Кутуббуддіна, який був зятем короля, але був публічно покараний і вбитий за незначний злочин. Газні було повернуто Газневідам завдяки втручанню сельджуків, які прийшли на допомогу Бахраму. Боротьба Газневидів з Гурідами тривала й у роки, що вони відвойовували в Газневидів територію, а Газні і Забулистан було втрачено для групи огузьких тюрків, як були захоплені Гуридами. Влада Газневидів у Північно-Західній Індії тривала аж до завоювання Гурідами Лахора у Хосрова Маліка 1186 року. Після захоплення Лахора Гурідамі 1186 року Газневідська держава припинила своє існування.

## Армія та тактика
Ядро армії Газневидів, головним чином, складали тюрки, а також тисячі корінних афганців, які були навчені та зібрані з району на південь від Гіндукуша на території нинішнього Афганістану. Під час правління султана Махмуда в Бості (нині Лашкаргах) було створено новий, більший військовий навчальний центр. Цей район був відомий ковалями, де виготовляли бойову зброю. Захопивши та завоювавши Пенджаб, Газневіди почали використовувати індусів у своїй армії.
Як й інші династії, що виникли із залишків Аббасидського халіфату, адміністративні традиції та військова практика Газневидів походять від Аббасидів. Арабські коні, принаймні в ранній кампанії, часто використовувались у військових набігах Газневидів, особливо в лихих набігах вглиб ворожої території. Як свідчить літопис, близько 6000 арабських вершників були послані проти правителя Анандапалі в 1008 році, та існування цієї арабської кінноти зберігалося до 1118 року за правителя Газневидів у Лахорі.

## Культура

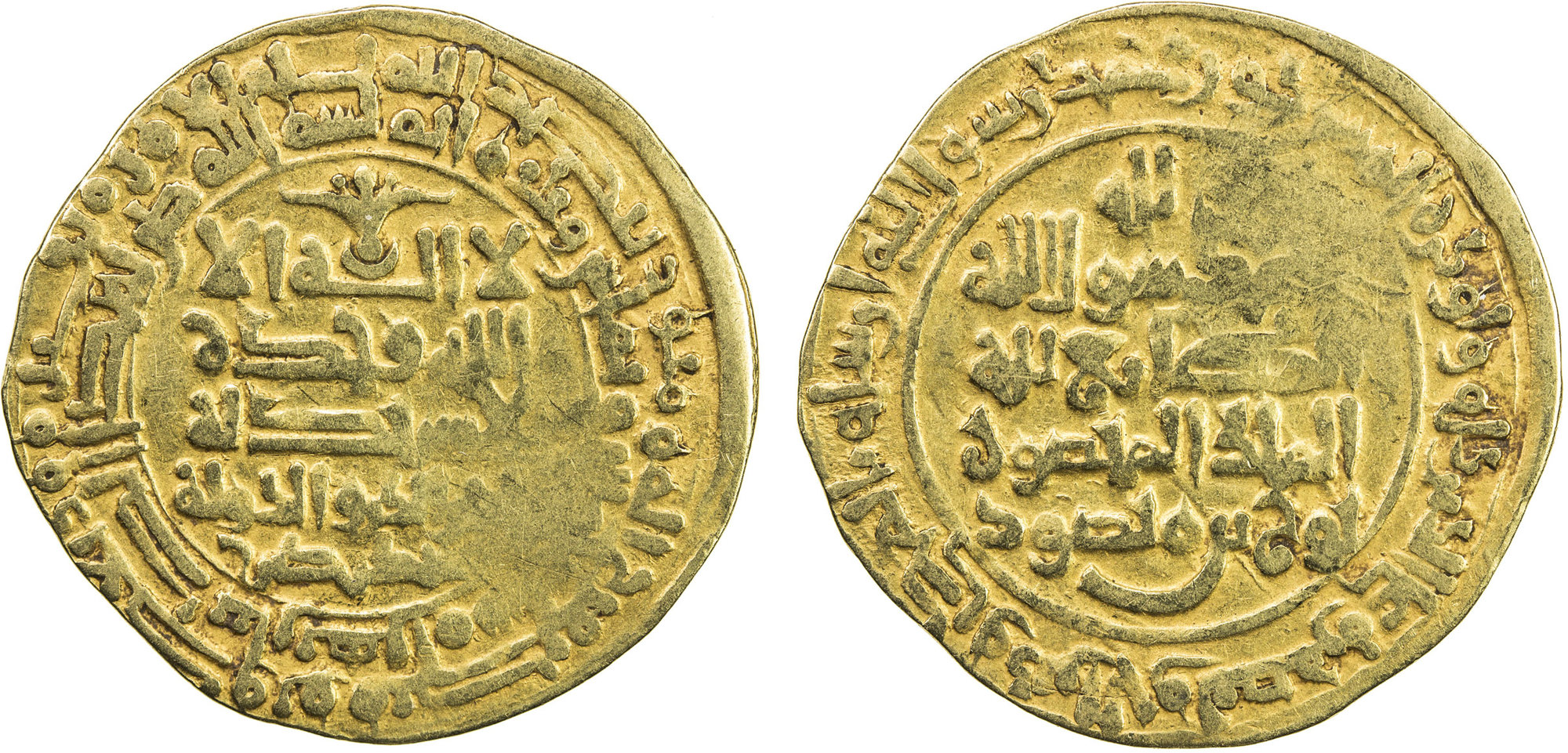
Дінар Себук-Тегіна

У період розквіту Газневидської держави його правителі заохочували розвиток науки і культури, зокрема перської, попри тюркське походження владної верхівки. При дворі в Газні та інших містах держави жили і творили видатні вчені та поети (аль-Біруні, Утбі, Абу-ль-Фазл Бейхакі, Гардізі, Фірдоусі та інші). Завойовницька політика Газневидів багато в чому сприяла проникненню ісламу до Північної Індії. Обробіток занедбаних земель, спорудження та ремонт зрошувальних систем, будівництво, а також заохочення ремесла та торгівлі були дуже обмежені.
Перська літературна культура пережила Ренесанс при Газневідах у XI столітті. Двір Газневидів був настільки відомий своєю підтримкою перської літератури, що поет Фаррохі Сістані приїхав зі своєї рідної провінції, щоб працювати на них. Коротка збірка віршів поета Унсурі була присвячена султану Махмуду та його братам Насру та Якубу. Інший поет Газневідського двору, Манучехрі, написав безліч віршів про переваги та переваги вживання вина.
Султан Махмуд, змоделювавши Саманідську Бухару як культурний центр, перетворив Газні на центр навчання, запросивши Фірдоусі та аль-Біруні. Він навіть спробував переконати Ібн Сіну, але отримав відмову. Махмуд вважав за краще, щоб його слава і слава були оприлюднені перською мовою, і сотні поетів зібралися при його дворі. Він привіз до Газні цілі бібліотеки з Раю та Ісфахана і навіть зажадав, щоб двір хорезмшаха послав до Газні своїх учених чоловіків. Завдяки його вторгненню в Рей та Ісфахан, перська літературна продукція була відкрита в Азербайджані та Іраку.

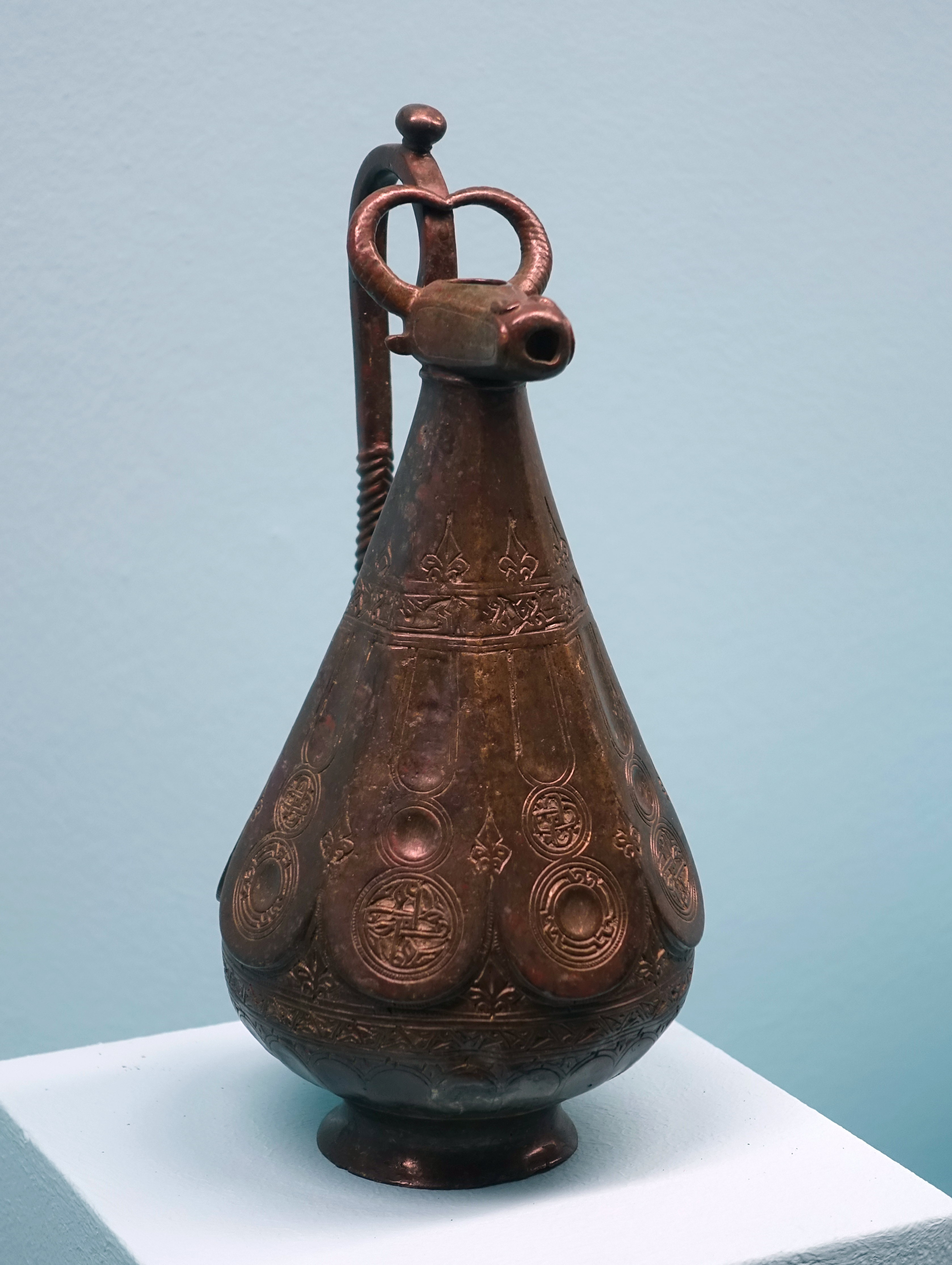
Бронзова судина з носиком у вигляді бичачої голови, династія Газневидів, кінець XI-початок XII століття

Газневіди продовжували розвивати історичну писемність перською мовою, започатковану їх попередниками, імперією Саманідів. Прикладом може бути книга історика Абу-ль-Фадля Байхакі «Таріх-і Бейхакі», написана у другій половині XI століття. Хоча Газневіди були тюркського походження та їхні воєначальники, як правило, належали до одного кореня, в результаті початкової участі Себук-Тегіна та Махмуда Газні у справах Саманідів та у культурному середовищі Саманідів династія стала повністю персоніфікованою, так що на практиці не можна вважати їх правління в Ірані іноземним пануванням. Вони також скопіювали свою адміністративну систему у Саманідів. З погляду культурної першості та підтримки перських поетів, вони були більш перськими, ніж їхні етнічні іранські суперники, династія Буїдів, чия підтримка арабської писемності на перевагу перської добре відома.
Історик Босворт пояснює: "фактично з прийняттям перського адміністративного та культурного укладу Газневіди відкинули своє первісне тюркське степове походження і значною мірою інтегрувалися з персько-ісламською традицією. В результаті Газні перетворився на великий центр вивчення арабської мови.
З вторгненням султана Махмуда в Північну Індію перська культура утвердилася в Лахорі, де згодом народився знаменитий поет Масуд Сад Салман. Лахор, що знаходився під владою Газневидів у XI столітті, залучив перських вчених з Хорасана, Індії та Центральної Азії і став великим перським культурним центром. Також під час правління Махмуда на монетах Газневидів стали з'являтися двомовні легенди, що складаються з арабської та Деванагарської писемності.

## Династія Газневидів
- Алп-Тегін, емір 962–963 територія Таджикистану

## Династія Барсхан
- Себук-Тегін, емір Газні 977–997, сипахсалар держави Саманідів 994–997
- Ісмаїл ібн Себук-Тегін, емір Газні 997–998
- Наср ібн Себук-Тегін, емір Балха з 997
- Бограчук, брат Себук-Тегіна, емір Герата з 997
- Махмуд Газневі, сипахсалар держави Саманідів 995–997, емір Газні 998–999, емір Хорасана 999, султан Газні 999–1030
- Мухаммад Газневі, султан Газні 1030, 1041
- Масуд Газневі, султан Газні 1030–1041
- Маудуд ібн Масуд, султан Газні 1041–1049
- Масуд II ібн Маудуд, султан Газні 1049
- Алі ібн Масуд, султан Газні 1049–1051
- Абд ар-Рашид ібн Махмуд, султан Газні 1051–1053
- Ківам ад-Даула Тогрил, султан Газні 1053 (узурпатор)
- Фаррухзад ібн Масуд, султан Газні 1053–1059
- Ібрахім ібн Масуд, султан Газні 1059–1099
- Масуд III ібн Ібрахім, султан Газні 1099–1115
- Ширзад ібн Ібрахім, султан Газні 1115–1116
- Арслан-шах ібн Масуд, султан Газні 1116–1117
- Бахрам-шах ібн Масуд, султан Газні 1117–1157
- Хосров-шах ібн Бахрам-шах султан Газні 1157–1160
- Хосров Малік ібн Хосров-шах султан Газні 1160–1187